# Capasa columbaris
Capasa columbaris là một loài bướm đêm trong họ Geometridae.